# مارك لينش
مارك لينش (Marc Lynch)، (1969 -)، أستاذ العلوم السياسية المساعد في جامعة ويليامز، حصل على شهادة الدكتوراه من جامعة كورنيل، وهو متخصص في الشؤون السياسية في الشرق الأوسط، خاصة شؤون الجماعات الإسلامية في العراق وفلسطين، وهو مؤلف كتاب «أصوات الشعب العربي الجديد» من منشورات دار جامعة كولومبيا للنشر، صدر في ديسمبر 2005، بدأ «مارك لينش» مبكراً في التعرف علي الوطن العربي والذي عاش به مدة ثلاث سنوات في فترة بداية عقد التسعينات متنقلا بين عمان والقاهرة وله رؤية بضرورة دمج الجماعات الإسلامية في الحياة السياسية للمجتمعات العربية، ينشر لينش كتاباته في مجلة السياسة الخارجية.
[بحاجة لمصدر]
وقد اشتهر بصياغته لمصطلح الربيع العربي في مقال لمجلة فورين بوليسي السياسية الأمريكية.

## من مؤلفاته
- أصوات الشعب العربي الجديد.
- حروب العرب الجديدة.[5][6]

## وصلات خارجية
مدونة أبو خنزير الأرض نسخة محفوظة 24 ديسمبر 2016 على موقع واي باك مشين.